# 神奈川県総務局
神奈川県総務局 （かながわけんそうむきょく）は、神奈川県局設置条例により神奈川県に置かれる知事部局の一つ。県庁改革で総務部が2010年度に総務局となった。

## 分掌事務
1. 組織及び職員に関する事項
2. 予算、県税その他の財務に関する事項
3. 県有財産に関する事項
4. 文書に関する事項
5. 情報化に関する事項
6. その他他局の主管に属しない事項

## 組織
- 局長
- 総務室
  - デジタル戦略本部室
  - 組織人材部
    - 人事課、行政管理課、職員厚生課、文書課

  - 財政部
    - 財政課、税制企画課、税務指導課

  - 財産経営部
    - 財産経営課、庁舎管理課